# Station Dalton
Dalton is een spoorwegstation van National Rail in Dalton-in-Furness, Barrow-in-Furness in Engeland. Het station van de Furness Line is eigendom van Network Rail en wordt beheerd door Northern Rail. 